# Annie Raoult
Pour les articles homonymes, voir Raoult.
Annie Raoult (née le 14 décembre 1951) est une mathématicienne française. Elle est vice-présidente du Centre international de mathématiques pures et appliquées et professeure émérite à l'université Paris-Descartes. Elle est spécialisée dans la modélisation mathématique des membranes plasmiques, des feuilles de graphène et d'autres nanostructures fines.

## Formation et carrière
Annie Raoult est élève de 1971 à 1974 à l'École normale supérieure de Fontenay-aux-Roses, et maître de conférences à l'université Pierre-et-Marie-Curie de 1975 à 1992 obtenant un doctorat de troisième cycle en 1980 et un doctorat d'État en 1988.
Elle est professeure à l'université Joseph-Fourier de Grenoble de 1992 à 2005, assurant également la direction adjointe des laboratoires d'informatique et de mathématiques appliquées UFR et UJF de 1996 à 2001. En 2005, elle est nommée professeure à l'université Paris Descartes, où elle dirige le laboratoire de mathématiques appliquées (MAP5) de 2009 à 2014. En 2017, elle devient vice-présidente du Centre international de mathématiques pures et appliquées (CIMPA). Elle est professeure émérite depuis 2017.

## Prix et distinctions
- 2000 : prix Paul Doistau-Émile Blutet de l'Académie française des sciences dans le domaine des sciences mécaniques et informatiques[4].

## Publications
- Vincent Calvez, Jean Gabriel Houot, Nicolas Meunier, Annie Raoult et Gabriela Rusnakova, « Mathematical and numerical modeling of early atherosclerotic lesions », ESAIM: Proceedings and Surveys, EDP Sciences, vol. 30,‎ août 2010, p. 1-14 (ISSN 1270-900X, DOI 10.1051/PROC/2010002).
- (en) Karin John, Denis Caillerie, Philippe Peyla, Annie Raoult et Chaouqi Misbah, « Nonlinear elasticity of cross-linked networks », Physical Review E, APS, vol. 87, no 4,‎ 26 avril 2013, p. 042721 (ISSN 1539-3755, 1550-2376, 2470-0045, 2470-0053 et 1063-651X, OCLC 45808357, PMID 23679463, DOI 10.1103/PHYSREVE.87.042721, lire en ligne).
- (en) Pierre-Simon Jouk, Ayman Mourad, Vuk Milišić, Gabrielle Michalowicz, Annie Raoult, Denis Caillerie et Yves Usson, « Analysis of the fiber architecture of the heart by quantitative polarized light microscopy. Accuracy, limitations and contribution to the study of the fiber architecture of the ventricles during fetal and neonatal life », European Journal of Cardio-Thoracic Surgery, OUP, vol. 31, no 5,‎ 12 mars 2007, p. 915-921 (ISSN 1010-7940 et 1873-734X, PMID 17350851, DOI 10.1016/J.EJCTS.2006.12.040).